# Kimberella
A Kimberella egy, kizárólag az ediakara korú kőzetekből ismert kihalt állatcsoport. A kétoldali szimmetriájú állatok közé tartozott, valószínűleg a mai puhatestűek egy őse. Az állat a tengerfenéki mikrobaszőnyegen táplálkozott, hasonlóan a mai csigákhoz, bár ezekkel való kapcsolata bizonytalan.
Habár a jelenlegi kutatások Oroszországban, a fehér-tengeri kőzetekben található kövületekre összpontosítanak, az első példányokat az ausztráliai Ediacara-hegységben írták le. A fehér tengeri üledékek 555-558 millió évvel ezelőtti korszakot ölelik fel. Mint a kor többi fossziliái esetében is, a Kimberella rendszertani helyzete is vitatott. Az első leírói medúzának vélték, de 1997 óta az anatómiája és a táplálkozási nyomai alapján inkább puhatestűnek vélik a kutatók. Erre utal, hogy a mozgási nyomaival kapcsolatban a reszelőnyelvvel okozottakhoz hasonló kaparások is fellelhetőek. Habár a puhatestűségét egyes paleontológusok vitatják, abban mindannyian megegyeznek, hogy a kétoldali szimmetriájú állatok közé tartozott.
A Kimberella besorolása központi probléma, ugyanis ez alapján a kambriumi robbanás is jobban érthetővé válhat. Ha ugyanis puhatestű volt, de legalábbis az ősszájúak közé tartozott, az azt jelenti, hogy az ős- és az újszájúak csoportjai jóval az ediakara-fauna megjelenése előtt szét kellett váljanak. Eleve, ha csak a kétoldali szimmetriájúak közé tartozott, már az is azt jelentené, hogy az állatok szétágazása lényegesen korábban történt a kambrium időszaknál.

## A név eredete

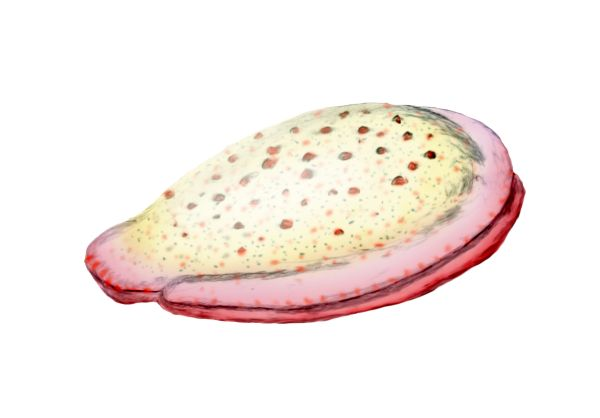
A Kimberella fantáziarajza

A nem John Kimberről kapta a nevét, aki 1964.-ben egy Közép-Ausztráliába vezetett expedíció során vesztette életét. Eredetileg a Kimberia nevet javasolták, de Dr. N. H. Ludbrook észrevette, hogy ez a név már foglalt egy teknős alfaj számára. A Kimberella nevet Mary Wade javasolta 1972.-ben.

## Előfordulás
A Kimberella fosszíliái egyaránt megtalálhatóak a dél-ausztráliai Ediakara-dombságban, és Oroszország fehér-tengeri területein. Utóbbi esetben gyakran az Ediakara-fauna más élőlényeivel együtt (Tribrachidium, Dickinsonia, stb...) fordul elő. A Kimberella nyomai kanyargós sávok, hasonló az algákéhoz. A fehér-tengeri lelőhelyek korát a radiometrikus kormeghatározás alapján 558 és 555 millió év közé teszik. Ezt a kőzetréteget közrefogó két vulkáni hamurétegben talált cirkonkristályok urán-ólom aránya alapján határozták meg. Ugyanakkor ismeretesek ettől eltérő korú (fiatalabb és idősebb is) fosszíliák is. Az Ediakara-dombság lelőhelyén található fosszíliák korát pedig eddig még nem határozták meg pontosan.

## Leírás

A Kimberella quadrata rekonstrukciójának története
- M. Wade, 1972 – Kockamedúza.
- M. A. Fedonkin, B. Waggoner, 1997, M. A. Fedonkin, 2001 – puhatestűre hasonlító, lágyhéjú és nagy lábú szervezet.
- M. A. Fedonkin, A. Simonetta, A.Y. Ivantsov, 2007 – Puhatestű lágy héjjal és két kampós foggal az ormányában.
- R. J. F. Jenkins, 1992 – A Kimberella táplálkozási nyomait hagyó feltételezett trilobitaszerű ízeltlábú
- A.Y. Ivantsov, 2009 – Nincs egységes héj, csak ásványi anyagokból álló pikkelyek, valamint számos fog.

A fehér-tengeri finomszemcsés homokkőben mintegy 1000 példány őrződött meg, a fejlődés különböző fázisaiban. A leletek nagy száma, a finomszemcsés környezet és a változatos körülmények következtében a Kimberella testfelépítéséről, anatómiájáról, mozgásáról és táplálkozásáról bőséges információk állnak rendelkezésre.
Mindegyik maradvány ovális, de az elnyújtott alakok arra mutatnak, hogy a kreatúra képes volt testét hosszanti irányban mintegy kétszeresére nyújtani. Az egyetlen látható szimmetria a kétoldalúság, a csalánozókra jellemző sugaras szimmetria, ami arra utalna, hogy a lény hidra, virágállat vagy medúza lenne, teljesen hiányzik. Ugyan az ausztrál példányok medúzaként lettek besorolva, azonban ez ellentmond a kétoldalúságnak, valamint a fehér-tengeri maradványok a környező üledék alapján a tengerfenék felületén mozogtak.
A legnagyobb Kimberella hátán egy 15 cm hosszú, 5–7 cm széles és 3–4 cm magas, nem ásványosodott réteg található, aminek héjszerű szerepe lehetett. Ez a legkisebb példányok esetén mintegy 2–3 mm-nyi csak. A héj valószínűleg merev, de ugyanakkor rugalmas lehetett, bármilyen biomineralizáció nélkül, és valószínűleg a teremtmény öregedésével növekedett (valamint talán vastagodott is). A nyújtott és meghajlott példányok alapján a héj hajlítható volt, valószínűleg nem egyetlen darabból, hanem egymást átfedő pikkelyekből tevődhetett össze. A legmagasabb részen található kapucniszerű domborulat a lény feltehető elülső részét fedhette. Egyes esetekben a héj belső felén keresztirányú sávok láthatóak, amik arra engednek következtetni, hogy az állat izmai ezen felületeken tapadhattak. A héj oldalán látható hasonló sávok valószínűleg az állat lábának héjba való visszahúzódására szolgáló izmok nyomai.
A testen található egy fodrozott szegély, ami valószínűleg a légzőrendszer része lehetett, így a kopoltyúkkal analóg szervnek tekinthetjük. Mivel a szegély lényegesen lejjebb volt, mint a héj, lehet, hogy a hatékonysága a kopoltyúkéhoz képest elmaradt, és lényegesen nagyobb felületre lehetett szüksége az oxigénfelvételhez, de az is elképzelhető, hogy a Kimberellának nem voltak komoly ragadozói, így a héj szerepe nem annyira a védelem lehetett, sokkal inkább az izomzat rögzítése.
Az organizmus hosszanti tengelyét egy kiemelkedő gerinc jelöli ki, a középső részen kissé kidomborodva. A Kimberella testén szelvényezettség nem látható, de a szervezet maga "moduláris", hasi-háti irányban mindegyikben erőteljes izomkötegekkel a test felső részétől a széles, izmos lábig, valamint kisebb izmokkal keresztirányban a test alsó részén. Ezen izmok lehetővé tették, hogy a kreatúra a lábának fodrozódásai révén mozoghasson az aljzaton.

## Élettér
A Kimberella a sekély vizekben lakozott, pár tíz méteres mélységig, ahol a nyugalmas, oxigéndús környezetben békésen legelészett a fotoszintetizáló mikrobaszőnyegen. A fosszilizálódott közösségekben a Kimberella mellett megtalálhatóak az Andiva, Dickinsonia, Yorgia, Tribrachidium és Charnidiscus maradványai is, jelezvén, hogy az állatka velük osztozott az élettéren.
A Kimberella feltehetően a mikrobiális szőnyeggel táplálkozott, de egyértelmű ragadozói viselkedés nem mutatható ki. Fedonkin szerint az állat hátrafelé mozgott, így a nyomait a legelészés során elfedte. Ezzel szemben Gehling és társai szerint a mozgásirány előrefelé volt. Gyakran találhatóak legyezőszerűen kiterjedt barázdák a teremtmény elülső részéből kiindulva, amik arra utalnak, hogy a mikrobaréteget a két foggal rendelkező szájrészébe gereblyézte. Gehlingék szerint az állatnak egy, az ásónyélhez hasonló nyúlványa volt, amit az óceánfenéken körbeforgatva vette fel a táplálékát, így hozván létre a fenti barázdákat.
A lény fosszíliái között az aszexuális sokszorozódásnak, sem bimbózásnak, sem osztódásnak nincsen jele, így határozottan vélelmezhetjük, hogy szexuálisan szaporodott.
Időről időre a Kimberella vizeit homokáramlások zavarták meg, melyeket a viharok által felvert üledék vagy melegvízi lerakódások okoztak, ezek az állatkát elsodorhatták. Eme kellemetlenség miatt a lény testét a héj alá húzhatta, nem tudván elmenekülni az áramlatok elől. Néhányuk, túlélve az omlást, kiásta magát a homok alól, de a néhány centiméteres fúrásnyom végén lévő ifjak egyértelműen szerencsétlenül jártak.

## Megőrződés

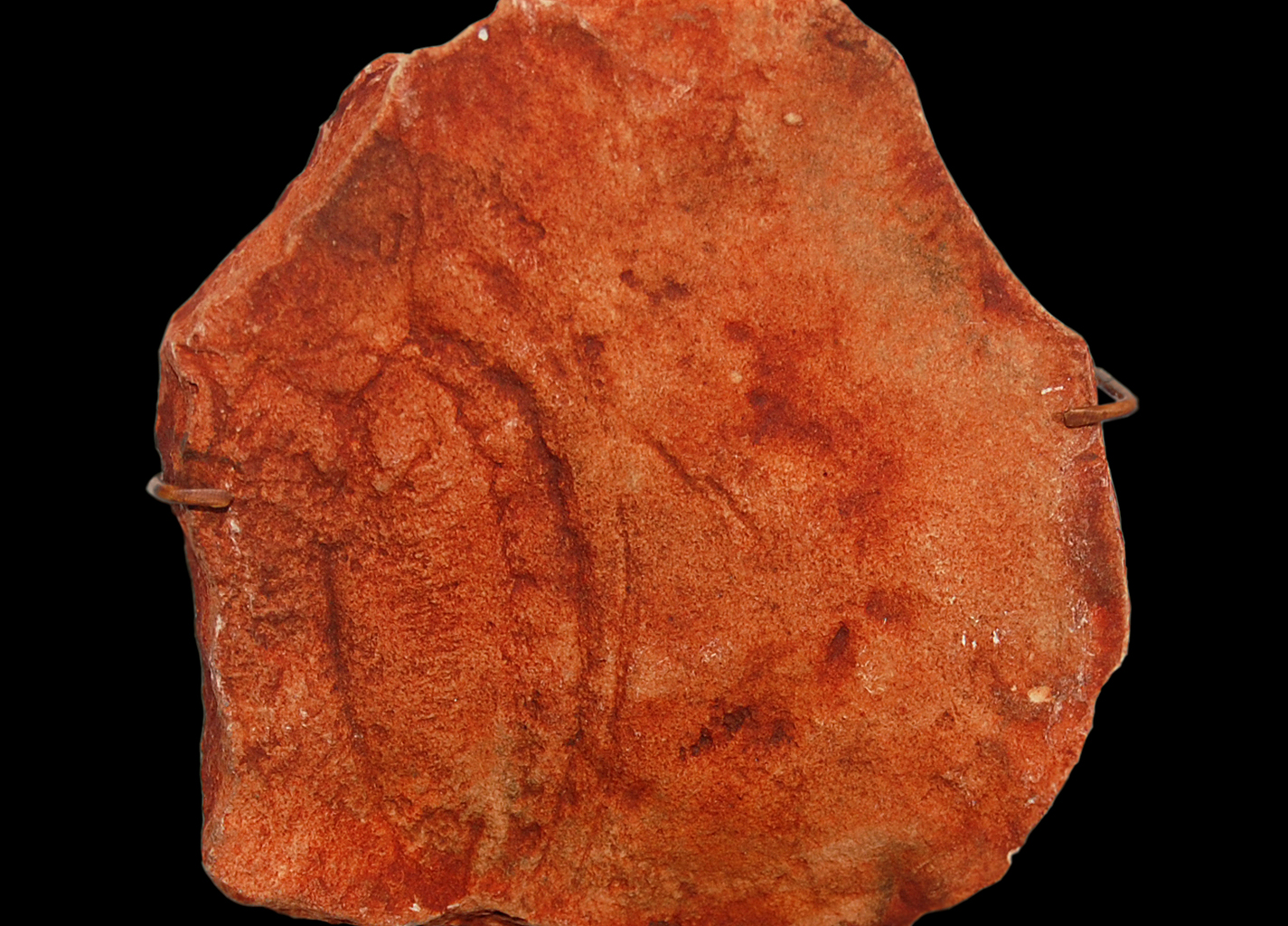
Kimberella lenyomata

A Kimberella nyomait agyagos kőzetben, homokos fedőréteg alatt találhatjuk meg. Minden fosszília az üledékben benyomódás formájában jelenik meg, ami arra utal, hogy a lény elég erőteljes volt ahhoz, hogy ne lapuljon ki a fedőréteg tömege alatt. Habár a test nem ásványosodott el, a lebomló lágyrészek helyére benyomuló finomszemcsés iszap a jószág alakját hűen megőrizte.
A legtöbb példány a gyors üledékképződésnek köszönhetően őrződött meg, ami gyorsan elkülönítette a testet az óceán sós vizétől. Ezen túl a lebomló szervezetből felszabaduló anyagok hozzásegíthették az üledéket a gyors mineralizációhoz, ami a fosszilizálódást nagy mértékben javította. Egyes vélemények szerint az állat nyálkanyoma is hozzájárulhatott a konzerválódáshoz, azonban a vizsgálatok szerint a nyálka ehhez túl gyorsan lebomlott.

## Osztályozás

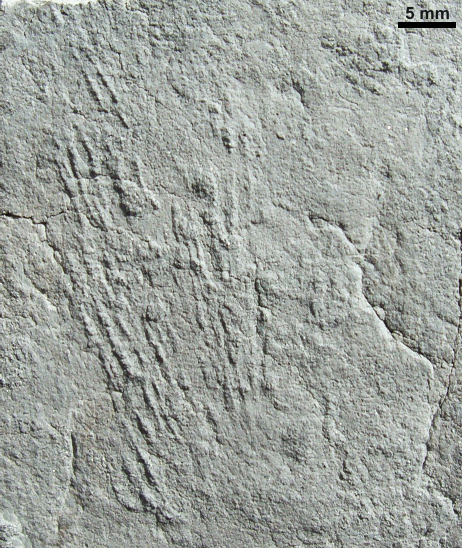
Kimberichnus teruzzii, a Kimberella táplálkozási nyomai

Az eddig megtalált Kimberella fosszíliák mindegyike egyetlen fajhoz, a Kimberella quadrata nevűhöz tartozik. Az első példányt Mary Wade és Martin Glaessner találta, aki akkor még medúzának vélte. Wade később módosította a besorolást, 1972-ben a kockamedúzák közé helyezte el. Ez meg is maradt a fehér-tengeri lelőhely felleléséig, ami a besorolás módosítását eredményezte. Mihail Fedonkin kutatásai alapján, amiket Benjamin M. Waggonerrel közösen kezdett meg, a Kimberella az egyik legősibb három csíralemezes (triploblasztikus) élőlény, amelyet alaposan ismerünk.
Mostanáig nincs nyoma a radulának, amik a kagylók kivételével minden puhatestű azonosításának egyik legjellemzőbb szerve. Ez a kitinből felépülő szerv azonban rosszul fosszilizálódik, így semmi okunk feltételezni, hogy nem is rendelkezett vele. Ugyanakkor a Kimberella táplálkozási nyomai környékén a biztosan ismert puhatestűek radulája által hagyottakhoz nagyon hasonló nyomokat találhatunk, ami arra utal, hogy a reszelőnyelvvel egyszerűen csak nincs szerencsénk találkozni. Az egyteknőjűekhez való hasonlóság pedig határozottan a puhatestűk közelébe vagy közé helyezi állatunkat. Fedonkin 2001 és 2007 közötti vizsgálatai szerint a lénynek egy visszahúzható ormánya lehetett, ami teljesen szokatlan és ismeretlen a modern puhatestűek között, ez pedig a Kimberellát leginkább egy szárcsoportba helyezi el. A karmolások eme ormány végén található kampós képletektől eredhetnek, amiket a teremtmény maga felé húzott, nem pedig kitolt, mint a modern puhatestűek, valamint a legelés iránya is fordított irányú lehetett. A lenyomódás pedig onnan indul, ahová legtávolabbra a lény ki tudta tolni az ormányát. Emellett a karcolások állandó szélessége térlátásra utal, ami a puhatestűek körében késeinek gondolt képesség. Vitatott még, hogy a karcolások ténylegesen a radulától eredeztethetőek-e, mivel ennek hiánya a Kimberellát a puhatestű koronacsoporton kívülre helyezi. Butterfield ezzel kapcsolatban megjegyzi, hogy számos olyan csoportot ismerünk, amelyik hasonló karcolatokat tud létrehozni.
A szkeptikus meglátás szerint a bizonyítékok még kevesek ahhoz, hogy a Kimberellát puhatestűek vagy azok közeli csoportjai valamelyikébe soroljuk. Eszerint az állat legfeljebb esélyes a puhatestűek közé kerülni, sőt, esetleg csak lehetséges, hogy kétoldali szimmetriájú.

## Elméleti jelentősége
A Kambriumi robbanás az állatvilág változatosságában bekövetkezett igen gyors szélesedés megnevezése, ami 543 millió éve kezdődött, és 518 millió éve fejeződött be. Ez különösen a testformák változatosságában észlelhető. Néhány fosszília már a kora XIX. században ismert volt, ezeket Charles Darwin az evolúció-elmélete próbakövének tartotta. Szerinte ha nem tudunk választ adni a természetes szelekció révén a hirtelen megjelenő változatosságra, az az elmélet (illetve akkor még: hipotézis) bukását jelenti.
Az állatcsoportokat két csoportba soroljuk: újszájúak és ősszájúak, mivel lényegesen komplexebbek, mint a medúzák vagy más csalánozók. A Kimberella puhatestű-szerű felépítése alapján az ősszájúak közé tartozik, ami arra utal, hogy a két csoport szétválása nem sokkal az állatka megjelenése előtt kellett, hogy megtörténjen, a kambrium időszak kezdete előtt, nagyjából 558 millió éve. Még ha nem is ősszájú, akkor is feltétlenül a kétoldali szimmetriájú állatok közé tartozik. Ez azt jelenti, hogy a csalánozók és a kétoldali szimmetriájúak fejlődése messze a Kambrium előtt kellett, hogy szétváljon, legalább 580 millió éve. Ezt a Doushantuo-formációban talált, a modern medúzákra emlékeztető nyomok is alátámasztják.

## Fordítás
Ez a szócikk részben vagy egészben  a   Kimberella című angol Wikipédia-szócikk ezen változatának fordításán alapul.  Az eredeti cikk szerkesztőit annak laptörténete sorolja fel. Ez a jelzés csupán a megfogalmazás eredetét és a szerzői jogokat jelzi, nem szolgál a cikkben szereplő információk forrásmegjelöléseként.